# Cowichan-Klasse
Die Cowichan-Klasse oder C-Klasse der Reederei BC Ferries ist eine Baureihe von RoPax-Schiffen, welche in den Jahren 1976 bis 1981 entstanden. Die Schiffe der Baureihe werden von der Reederei auf verschiedenen Routen eingesetzt. Nach einer zwischenzeitlichen Überarbeitung und Außerdienststellung sind sie weiterhin im Linienbetrieb.

## Bau der Schiffe
Der Bau der Schiffe erfolgte in den Jahren 1976 bis 1981. Als die ersten Schiffe in Dienst gestellt wurden, waren sie die größten Fähren der Welt. Drei der Schiffe entstanden im Jahr 1976, zwei weitere im Jahr 1981. Erbaut wurden sie alle in Vancouver. Der Bau jedes der Schiffe kostete damals ungefähr 20 Millionen kanadische Dollar (CAD).
Die Schiffe sind weitestgehend baugleich. Lediglich die Queen of Alberni ist durch ein etwas anderes Bauprogramm im Jahr 1984 und den sich daraus ergebenden Folgen für das Midlife-Bauprogramm etwas kleiner (1200 Passagiere und 295 Fahrzeuge).

## Midlife-Bauprogramm
In den Jahren 1999 bzw. zwischen 2003 und 2006 wurden die Schiffe nacheinander aus dem Linienbetrieb genommen. Im Rahmen eines Midlifeprogrammes wurden die Schiffe für weitere 20 Betriebsjahre überarbeitet. Der Umbau bzw. die Renovierung kostete zwischen 20 und 30 Millionen CAD je Schiff.

## Schiffe der Baureihe
BC Ferries hat von dieser Klasse insgesamt fünf Fähren in Betrieb. Die Schiffe fahren unter kanadischer Flagge und sind in Victoria registriert. Im Regelfall befahren die Schiffe die Strecke zwischen Vancouver Island und Vancouver bzw. zwischen Vancouver und der Sunshine Coast.
| Name               | IMO-Nr. Rufzeichen | Indienststellung | Ausgangshafen | Hauptstrecke                  |
| ------------------ | ------------------ | ---------------- | ------------- | ----------------------------- |
| Queen of Alberni   | 7414080 CZ8100     | 1976             | Tsawwassen    | Tsawwassen – Departure Bay    |
| Queen of Coquitlam | 7411155 CZ8058     | 1976             | Horseshoe Bay | Horseshoe Bay – Departure Bay |
| Queen of Cowichan  | 7411143 CZ4990     | 1976             | Departure Bay | Departure Bay – Horseshoe Bay |
| Queen of Oak Bay   | 7902283 VG8234     | 1981             | Horseshoe Bay | Horseshoe Bay – Departure Bay |
| Queen of Surrey    | 7902221 VG8177     | 1981             | Langdale      | Langdale – Horseshoe Bay      |

## Technische Informationen
Die Schiffe werden von zwei MaK-Dieselmotoren des Typs 12 M551 AK angetrieben. Die Motoren wirken über Untersetzungsgetriebe auf je einen Verstellpropeller an einer der beiden Enden der Fähren. Für die Stromerzeugung an Bord stehen drei Dieselgeneratoren zur Verfügung.
Die Schiffe verfügen über drei RoRo-Decks. Das untere und das obere RoRo-Deck ist über landseitige Rampen zu erreichen, das mittlere RoRo-Deck über Rampen von den beiden anderen RoRo-Decks. Oberhalb der RoRo-Decks befindet sich die weiteren Decks unter anderem mit den Passagiereinrichtungen und den Steuerhäusern.